# کاباسیراس دو پاراگوآچو
کاباسیراس دو پاراگوآچو (به پرتغالی: Cabaceiras do Paraguaçu) یک منطقهٔ مسکونی در برزیل است که در باهیا واقع شده‌است. کاباسیراس دو پاراگوآچو ۱۸٬۹۱۱ نفر جمعیت دارد.